# Łuskwiak tłustawy

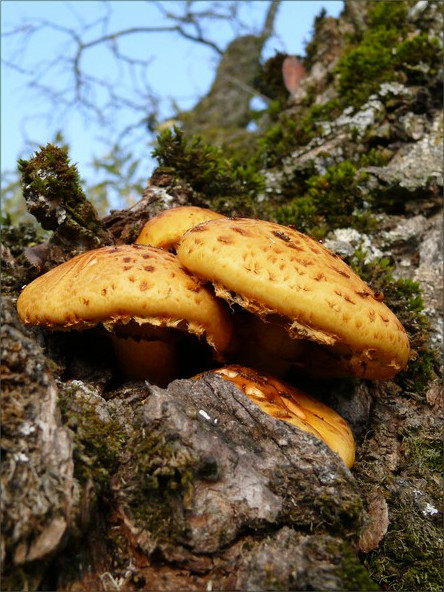

Łuskwiak tłustawy (Pholiota adiposa (Batsch) P. Kumm) – gatunek grzybów należący do rodziny pierścieniakowatych (Strophariaceae).

## Systematyka i nazewnictwo
Pozycja w klasyfikacji: Pholiota, Strophariaceae, Agaricales, Agaricomycetidae, Agaricomycetes, Agaricomycotina, Basidiomycota, Fungi.
Po raz pierwszy takson ten zdiagnozował w 1786 r. August Johann Batsch nadając mu nazwę Agaricus adiposus. Obecną, uznaną przez Index Fungorum nazwę nadał mu w 1871 r. Paul Kummer.
Synonimy naukowe:

- Agaricus adiposus Batsch 1786
- Dryophila adiposa (Batsch) Quél. 1886
- Hypodendrum adiposum (Batsch) Overh. 1932
- Pholiota adiposa (Batsch) P. Kumm. 1871, var. adiposa
- Pholiota adiposa var. africana Beeli 1928
- Pholiota adiposa var. ampla P. Karst.

Polską nazwę podał Henryk Orłoś w 1951 r., Feliks Berdau opisywał ten gatunek pod nazwą opieńki sosnowe.

## Morfologia
Kapelusz
Średnica 5–13 cm. U młodych osobników jest dzwonkowato-łukowaty, później płaskołukowaty, a w końcu płaski. U młodych owocników, oraz u starszych podczas wilgotnej pogody powierzchnia jest błyszcząca i bardzo śliska, a nawet mazista i ma barwę od siarkowożółtej do cytrynowożółtej. Pokryta jest włóknistymi, przylegającymi i dużymi łuskami o ciemniejszej, rdzawobrązowej barwie. Podczas deszczów ulegają one zmyciu.
Blaszki grzyba
Gęste, szerokie i zbiegające, o barwie początkowo bladożółtej, później rdzawej.
Trzon
Wysokość 5–12 cm, grubość do 1,5 cm. Jest walcowaty, bardzo śliski, początkowo pełny, później pusty w środku. Powierzchnia gładka, z nielicznymi tylko łuskami o barwie siarkowożółtej i tylko dołem brązowawej. Posiada zanikający płatkowaty pierścień.
Miąższ
Żółty. Smak łagodny, zapach nieokreślony.
Wysyp zarodników
Brązowy. Zarodniki owalne, gładkie, o rozmiarach 5 6,5 × 3 3,5 μm

## Występowanie i siedlisko
Występuje w Ameryce Północnej i w Europie. W Polsce gatunek rzadki. Znajduje się na Czerwonej liście roślin i grzybów Polski. Ma status R – potencjalnie zagrożony z powodu ograniczonego zasięgu geograficznego i małych obszarów siedliskowych.
Nadrzewny grzyb saprotroficzny i pasożytniczy. Można go znaleźć w lasach, parkach. Rośnie na drzewach liściastych i iglastych, zarówno na żywych, jak i na martwych. Owocniki wytwarza od sierpnia do października. Zasiedla głównie buki, klony, jodły, kasztanowce i wierzby. Zazwyczaj owocniki wzrastaj kępkami na większej wysokości, szczególnie w pobliżu dziupli po obumarłych gałęziach.

## Znaczenie
Grzyb niejadalny.